# Amerigo Crispo
Amerigo Crispo (Cicciano, 17 febbraio 1886 – 29 ottobre 1950) è stato un avvocato e politico italiano.
È stato deputato all'Assemblea Costituente.